# Kasbah de Télouet
Pour les articles homonymes, voir Kasbah (homonymie).
La kasbah de Télouet, parfois aussi appelée palais du Glaoui, est une kasbah bâtie entre les Modèle:S2-XVIII.
Située dans le petit village berbère de Télouet, au sein de la commune rurale de Télouet, dans les montagnes du Haut-Atlas, au Maroc, elle a été notamment occupée et aménagée par le pacha Thami El Glaoui. Après sa mort, en 1956, la kasbah a été pillée et abandonnée. À l'intérieur, l'architecture et les murs témoignaient du raffinement de la décoration.

## Géographie
Le palais est situé aux abords du petit village berbère de Télouet, au Maroc. Occupant une position stratégique dans le Haut-Atlas, les occupants du palais avaient le privilège de se trouver sur le passage des caravanes marchandes et près d'importantes mines de sel.
La kasbah et le village sont aujourd'hui accessibles par une bifurcation de la route P31 du Tichka, qui relie Marrakech à Ouarzazate.

## Histoire

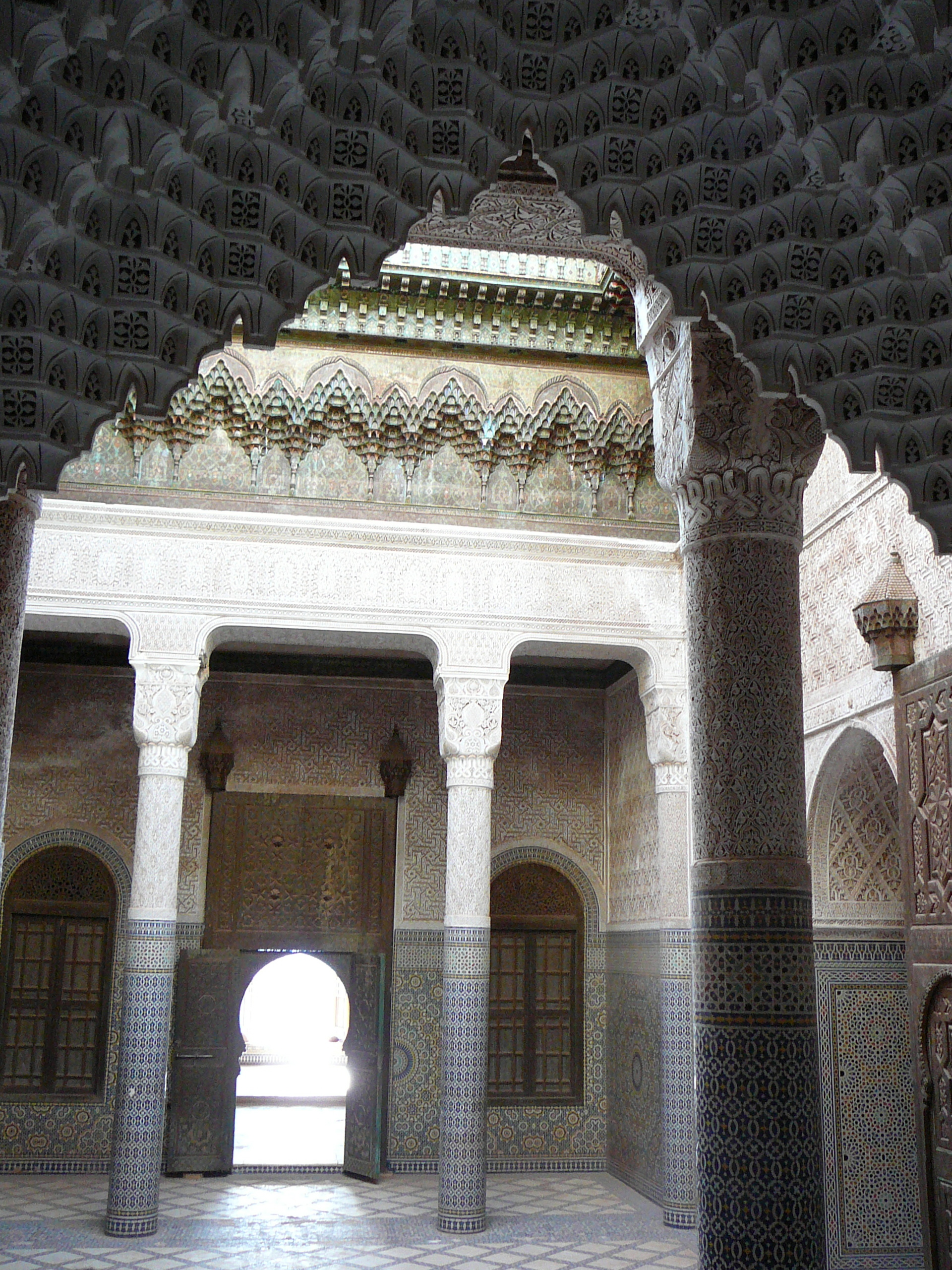
Intérieur de la Kasbah de Télouet

### La kasbah de sa fondation jusqu'en 1956
Le passage des caravanes marchandes, qui reliaient le désert aux grandes villes situées de l'autre côté de l'Atlas, et la proximité des mines de sel ont fait la richesse des pachas qui habitaient Télouet.
La kasbah actuelle a été construite à partir de 1860 par les Glaoua, à côté d'une ancienne kasbah dont les restes sont encore visibles[réf. nécessaire]. Elle fut par la suite considérablement agrandie au cours de la première moitié du XXe siècle par Thami El Glaoui. Il y fit également venir des ateliers de tapissiers, dans une région où cet artisanat n'était pas encore développé.
Le soutien apporté aux Français par Thami El Glaoui, souvent appelé le Glaoui durant l'occupation française au Maroc, lui vaut le soutien réciproque des autorités coloniales françaises. En 1927, le militaire français Georges Spillmann, futur général, est installé à proximité du château, ayant été nommé chef du poste de Telouet.
À l'apogée de sa puissance, le Glaoui a un pouvoir considérable, faisant de lui l'une des principales personnalités du pays. La kasbah de Télouet est alors qualifiée en 1938 par l'historien Henri Terrasse de « grand ksar seigneurial ».
Mais son engagement pro-Français se retourne contre lui lors de la montée de plus en plus croissante vers l'indépendance du Maroc. Il sombre dans l'oubli et meurt à Marrakech en 1956. Le cortège funèbre est alors présidé par le prince héritier Moulay Hassan ben Mohammed, futur souverain du Maroc en tant que Hassan II.

### Après 1956, un lieu abandonné
À son décès, c'est Si Brahim, son fils aîné, qui est le caïd de Télouet. Mais en 1955, Si Brahim avait quitté définitivement le Maroc pour s'installer en France auprès de son épouse Cécile Aubry. En juillet 1956, la kasbah est occupée par trois cents hommes de l'Armée de libération nationale. Elle est ensuite pillée[réf. à confirmer].
Depuis l'abandon de Kasbah par les Glaoui, l'Etat marocain a laissé la forteresse en l'état. Au début du XXIe siècle, elle tombait en ruines. En 2015, un journaliste qui le visitait notait le contraste frappant entre l'aspect décrépit de l'extérieur et les intérieurs ornés avec détail.
La chanteuse marocaine Oum, quand elle était étudiante à l'Ecole nationale d’architecture à Rabat, travaille sur la restauration de la kasbah de Télouet. Elle se souvient d'« un bâtiment curieux, très original, car construit sur plusieurs époques. Je faisais des relevés – car il n’y avait pas de plans – tout en commençant à gagner un peu d’argent en chantant (...). Il n’y avait pas de documents graphiques de la kasbah. Je les ai faits. J’ai rempli ma mission ».

### L'intérieur de la kasbah
En 1942, Thami El Glaoui avait fait procéder à des travaux, qui ont mobilisé 300 ouvriers, afin de bâtir un ensemble de salles et de chambres luxueuses. Les ouvriers travaillèrent pendant trois ans pour décorer les plafonds et les murs. Ceux-ci sont faits tantôt de stuc finement ciselé, tantôt de zelliges pour les murs, et en cèdre peint pour le plafond,. Les toits sont en tuiles de céramique peintes en vert. Le sol est en marbre italien. Les parties basses des murs et de piliers sont couvertes de mosaïques, les plus hautes, en stuc, sont taillées en muqarnas. Parmi les travaux d'agrandissement et de rénovation au cours de la première moitié du XXe siècle, le pacha fait ajouter un chauffage central, ainsi que des verrières dans les patios.

## Tourisme
La kasbah se visite encore aujourd'hui, via les nombreux guides locaux. L'entrée en est surveillée par un gardien, qui perçoit également les faibles droits d'entrée.

## Galerie

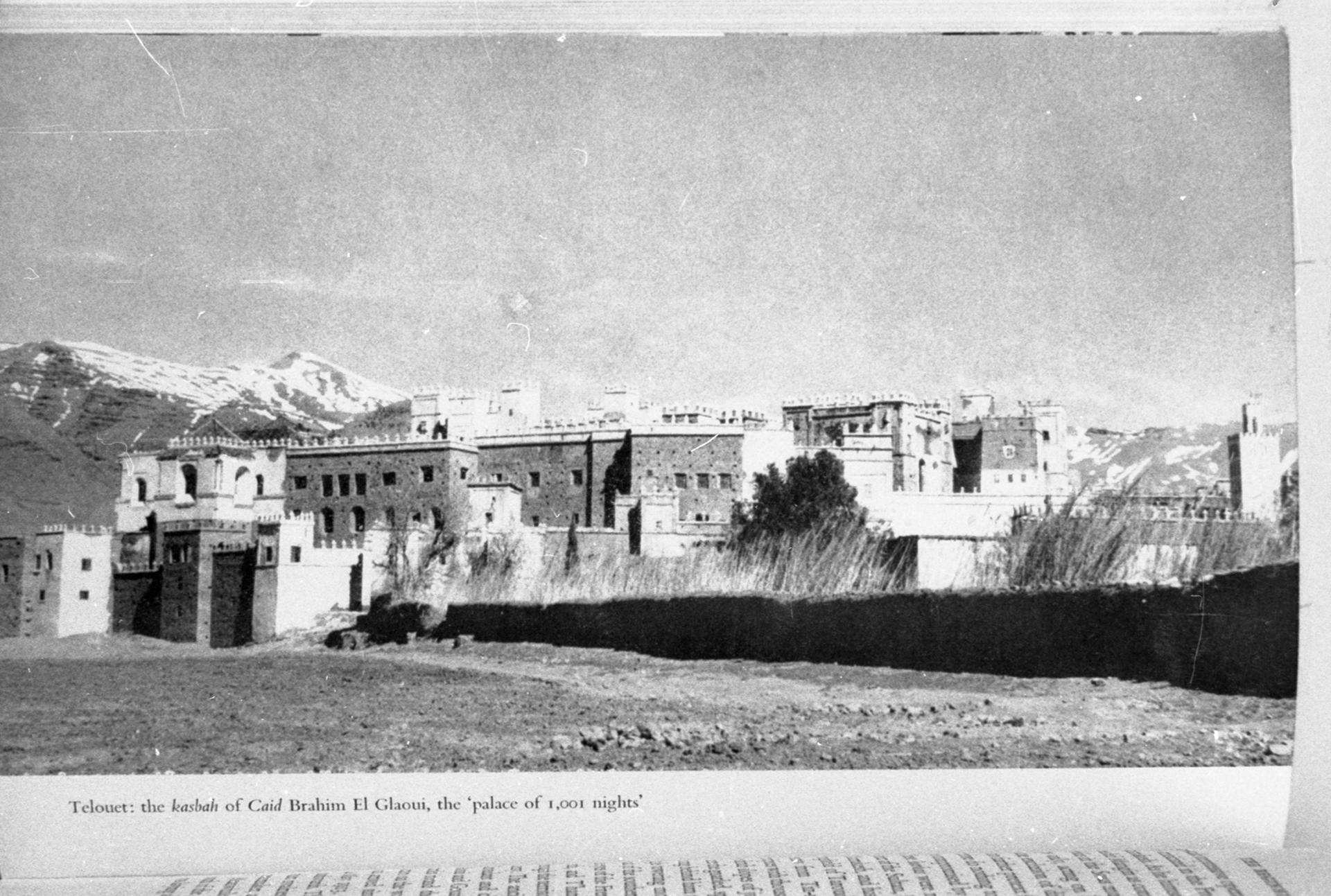
L'extérieur de la Kasbah en 1944[14].
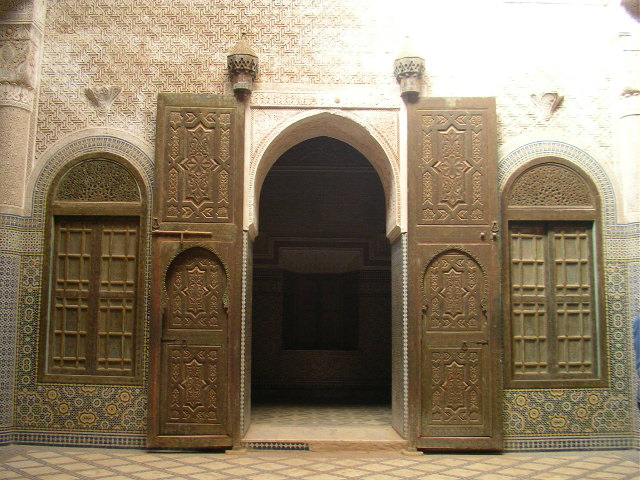
Des panneaux en bois sculptés dans la kasbah en 2005.
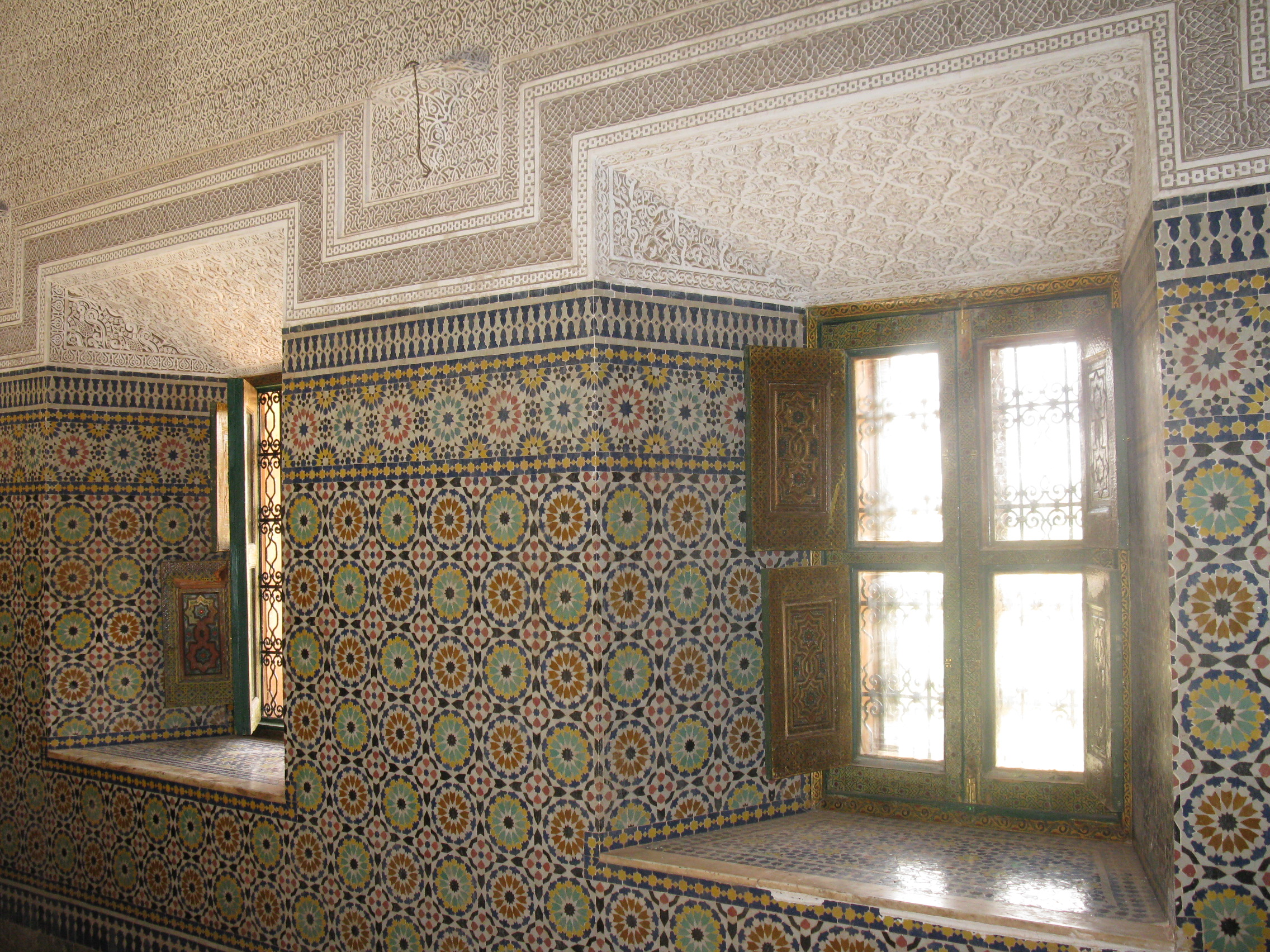
Des fenêtres sur l'extérieur en 2010.
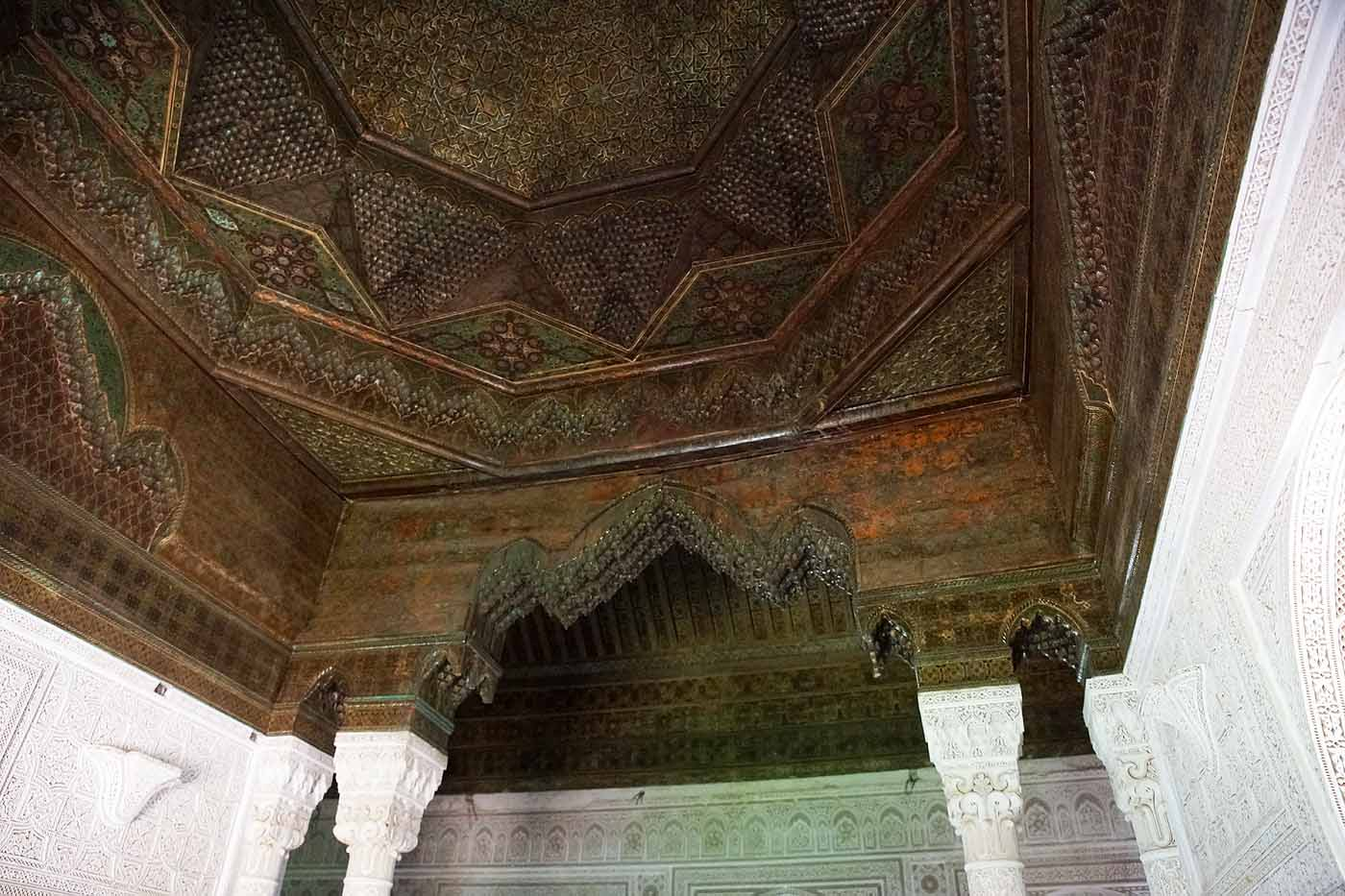
Un plafond dans la kasbah en 2014.
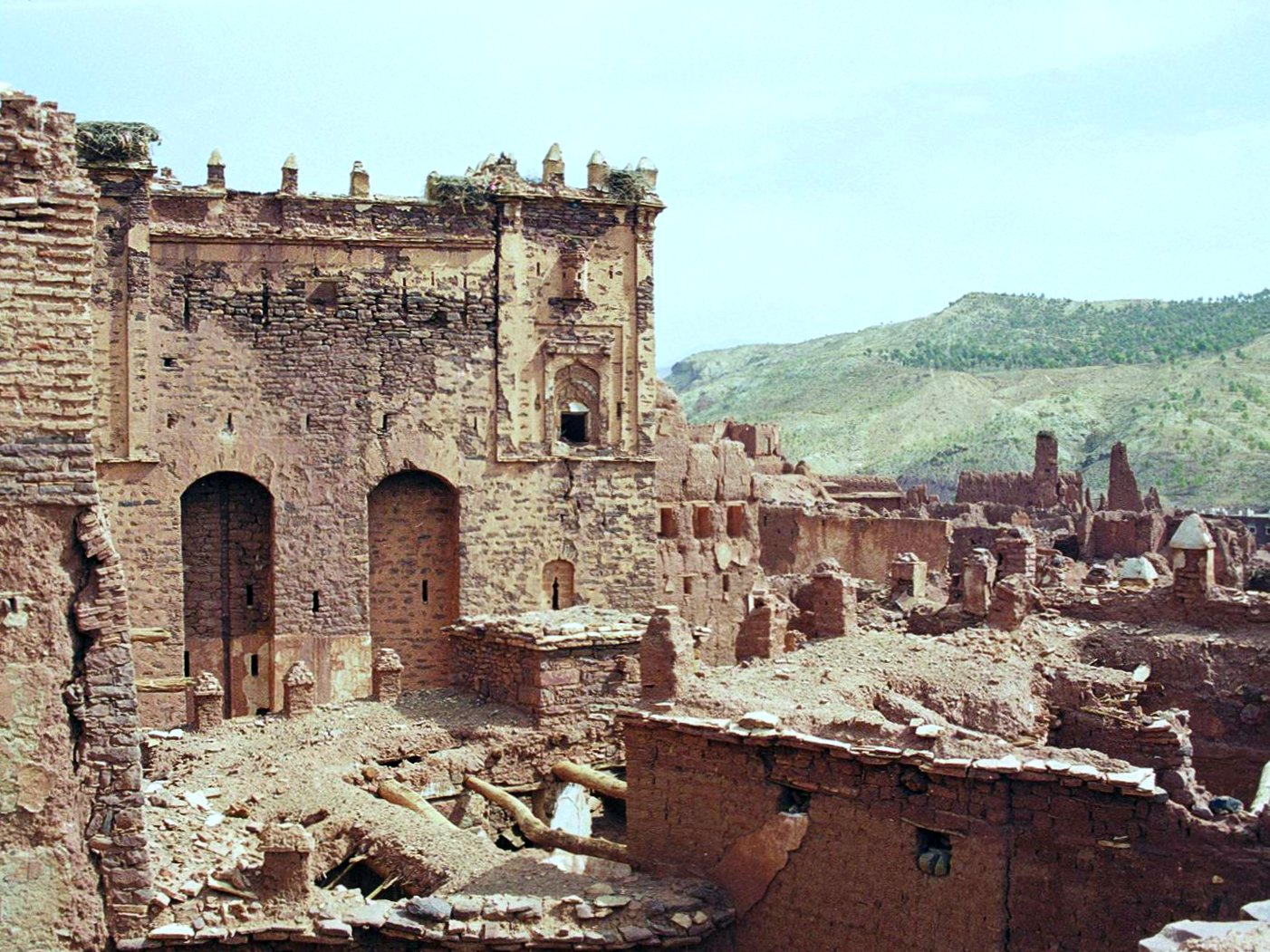
Une partie en ruines de la kasbah, en 2010.
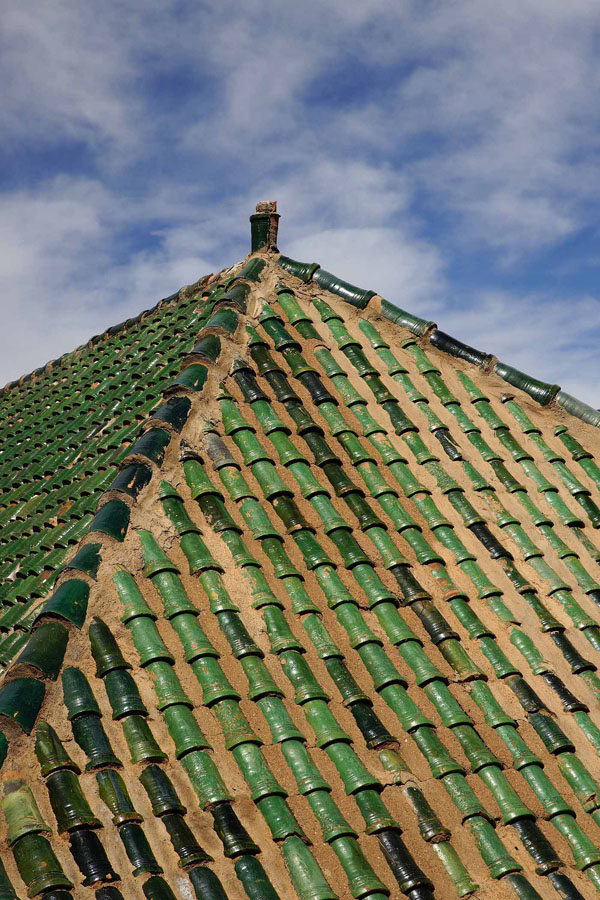
Un toit en poterie verte, en 2014.